# Hiroaki Matsuyama
Hiroaki Matsuyama (松山 博明, Matsuyama Hiroaki, Kyoto, 31 augustus 1967) is een Japans voormalig voetballer die als middenvelder speelde.

## Carrière
Hiroaki Matsuyama speelde tussen 1990 en 1996 voor Furukawa Electric, Bellmare Hiratsuka, Tosu Futures en Consadole Sapporo.